# فهرست فرماندهان ایرانی جنگ ایران و عراق

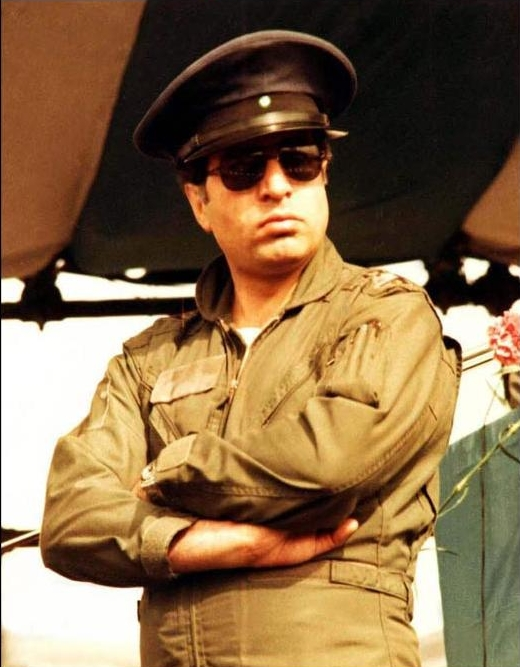
جواد فکوری، فرمانده نیروی هوای ارتش ایران در زمان آغاز جنگ ایران و عراق در ۳۱ شهریور ۱۳۵۹

این نوشتار شامل فهرست فرماندهان نیروهای مسلح جمهوری اسلامی ایران در جریان جنگ ایران و عراق (۳۱ شهریور ۱۳۵۹ — ۲۹ مرداد ۱۳۶۷) است. درجه‌های نظامی ذکر شده، مربوط به دوران تصدی مسئولیت بوده و شامل ارتقای درجه پس از جنگ نمی‌باشد.

## پیشینه
«[پیش از آغاز جنگ] ارتش فی نفسه هیچ اختیاری نداشت، یعنی اختیار فرماندهی نیروی زمینی در حد جابه‌جایی یک گردان بود… یعنی برای جابه‌جایی یک تیپ نمی‌توانست تصمیم بگیرد، چه برسد به این که بداند عراق چه می‌خواهد بکند تا در مقابل آن عمل کند…»

پیش از آغاز جنگ ایران و عراق، نیروهای مسلح جمهوری اسلامی ایران در وضعیت خاصی قرار داشتند. ارتش پس از انقلاب اسلامی به دلایل متعدد تضعیف شده و در آستانهٔ فروپاشی بود. روز ۲۳ بهمن ۱۳۵۷ (یک روز پس از وقوع انقلاب) اغلب پرسنل یگان‌های ارتش بدون اجازه به مرخصی رفته و پادگان‌های ارتش تعطیل شد. پس از وقفهٔ ۲۲ روزه، در ۱۵ اسفند رهبر انقلاب فرمان داد که ارتشیان به پادگان‌ها بازگردند. هنگامی که آنها به پادگان‌ها برگشتند، انتخاب فرماندهان از سوی شوراهایی در داخل یگان‌ها انجام گرفت. افراد شورا درجه‌داران و افسران هر یگان بودند که البته تعداد درجه‌داران بیشتر بود. بنابراین سیستم و شیرازهٔ فرماندهی در یگان‌ها به کلی از هم پاشیده بود. تلاش‌ها برای انحلال ارتش و سر دادن شعار ایجاد ارتشِ بی‌طبقهٔ توحیدی، کاهش طول دورهٔ خدمت وظیفه عمومی توسط دولت موقت به یک سال، انتقال پرسنل متخصص و فنی به خارج از یگان‌های رزمی، عدم خرید هرگونه تجهیزات و تسلیحات، لغو قرارداد خریدهای خارجی و طرح فروش اقلام عمدهٔ تجهیزات ارتش، ازهم‌پاشیدگی سیستم اطلاعاتی ارتش و فراخواندن وابسته‌های نظامی به کشور، تضعیف آموزش و تعمیر و نگهداری و نیز تلفاتی که در مأموریت‌های ارتش برای برقراری امنیت در مناطق مختلف کشور به خصوص در کردستان پیش آمد از جمله عوامل تضعیف ارتش به زعم حسین حسنی سعدی بودند. وی معتقد است نگاه عمومی به ارتش در بین شخصیت‌ها و سران انقلاب منفی بوده و در این بین، فقط سید روح‌الله خمینی و نماینده وی در ارتش سید علی خامنه‌ای مخالف انحلال ارتش بودند. با این حال در سال نخست جنگ، مدیریت و کنترل جبهه‌ها بیشتر بر عهده فرماندهان ارتش بود. سپاه پاسداران نیز در آن روزها در اوایل عمر خود به سر می‌برد و هیچ تصور و ادراکی از یک جنگ تمام‌عیار و جنگیدن با یک ارتش مجهز را نداشت. در روزهای آغازین جنگ، سطح اطلاعات و دانش نظامی سپاه اندک بود و ساختار سازمانی آن هم به صورت نظامی شکل نگرفته بود. با توسعه سازمان رزم سپاه و حضور گسترده نیروهای داوطلب مردمی در جبهه‌ها، سپاه نیز نقش مؤثرتری در جنگ پیدا کرد.
نخستین انتخابات ریاست جمهوری در دی ماه ۱۳۵۸ برگزار شد و سید ابوالحسن بنی‌صدر با ۷۵ درصد آراء به عنوان نخستین رئیس‌جمهور ایران انتخاب شد. با تفویض فرماندهی کل قوا به وی از سوی خمینی، کشمکش‌های سال نخست انقلاب به طور موقت فرونشست و این امر القاء شد که پس از تصمیم‌های عجولانه، نظام برآمده از انقلاب، به سمت پذیرش چارچوب قانونی و تعیین سلسله مراتب تصمیم‌گیری روشن، پیش می‌رود. اما اوضاع داخلی ایران در دوران ریاست‌جمهوری بنی‌صدر آشفته بود. جنگ داخلی در کردستان جریان داشت، در دانشگاه‌ها صف‌بندی شدیدی حاکم بود و بنی‌صدر نیز در مقام سردمدار مخالفانِ خط امام ظاهر شده بود. بحران فزاینده داخلی با سخنرانی بنی‌صدر در ۱۴ اسفند ۱۳۵۹ در دانشگاه تهران نیز به اوج خود رسیده بود. از سوی دیگر، نحوه اداره جنگ از سوی بنی‌صدر به اختلافات وی و مخالفانش افزوده بود. وی در مقام فرمانده کل قوا خواهان کنترل جبهه‌ها بود و بر نبرد کلاسیک با استفاده از ارتش اصرار می‌ورزید. در شش ماهه نخست جنگ، چهار عملیات بزرگ به فرماندهی بنی‌صدر طرح‌ریزی شد (۲۳ مهر، ۳ آبان، هویزه و توکل) که همه آنها به شکست انجامید. پس از این وقایع، خمینی در ۲۰ خرداد ۱۳۶۰ او را از فرماندهی کل قوا برکنار کرد. متعاقب این اقدام، سازمان مجاهدین خلق ایران طی بیانیه‌ای محافظت از جان رئیس‌جمهور را به عهده گرفت. پس از آن، نمایندگان مجلس به سرعت دست به کار شدند و طرح عدم کفایت سیاسی بنی‌صدر را مطرح کردند. این طرح در ۳۱ خرداد ۱۳۶۰ تصویب شده و در اول تیرماه ۱۳۶۰، به تأیید رهبری رسید. در نتیجه سازمان مجاهدین خلق که پس از عزل او از فرماندهی کل قوا، با وی ائتلاف سیاسی تشکیل داده بودند، موجی از ترور و خشونت را به راه انداختند.
با عزل بنی‌صدر، ارتش و سپاه به همکاری بیشتری با یکدیگر پرداخته و موفق شدند تا اولین عملیات مشترک را برای شکستن حصر آبادان در ۵ مهر ماه ۱۳۶۰ با پیروزی انجام دهند. در پی موفقیت عملیات ثامن‌الائمه، فرماندهان نظامی برای ارائه گزارش این عملیات به فرمانده کل نیروهای مسلح عازم تهران شدند اما سقوط هواپیمای سی–۱۳۰ ارتش در منطقه کهریزک تهران، منجر به کشته شدن ولی‌الله فلاحی، جواد فکوری، سید موسی نامجو، یوسف کلاهدوز و محمد جهان‌آرا شد. اهمیت سرنشینان پرواز یادشده تا جایی بود که ستاد مشترک ارتش، نیروی هوایی ارتش و وزارت دفاع در یک روز با خلأ فرماندهان خود مواجه شدند. این رخداد باعث تغییر یافتن معادلات جنگ شده و طرح عملیات آزادسازی خرمشهر نیز به ۸ ماه بعد از آن موکول شد. برخی کارشناسان معتقدند این سقوط، خرابکاری بوده و در ادامهٔ ترورهای تابستان سال ۱۳۶۰ قرار داشت.
| |  |  |  |  |
| نگارهٔ مدال‌های نشان فتح (درجه ۱، درجه ۲، درجه ۳)اولین مراسم اعطای نشان‌های نظامی به فرماندهان ایرانی جنگ ایران و عراق از سوی فرمانده کل نیروهای مسلح در هشتمین سالروز شکست حصر آبادان انجام شد. |  |  |  |  |

پیروزی در عملیات ثامن‌الائمه و همزمان شدن آن با روی کار آمدن فرماندهان جدید سپاه و نیروی زمینی ارتش، سپاه و ارتش را به تشکیل قرارگاه مشترک عملیاتی واداشت. از این زمان بود که قرارگاه مشترک کربلا با حضور فرماندهان ارتش و سپاه، اداره جبهه‌ها را بر عهده گرفت و طرح‌های عملیاتی به صورت مشترک به تصویب رسید و عملیات‌های بزرگ و موفقی همچون طریق‌القدس، فتح‌المبین و بیت‌المقدس انجام و اکثر سرزمین‌های اشغالی ایران آزاد شد. این فرماندهان در چهار سطح مختلف ایفای نقش می‌کردند:
- سطح اول: طراحی و تصمیم‌گیری؛ قرارگاه مرکزی خاتم‌الانبیا
- سطح دوم: عملیاتی؛ قرارگاه‌های مرکزی کربلا، نجف، قدس، نوح و قرارگاه‌های تاکتیکی.
- سطح سوم: تاکتیکی؛ قرارگاه‌های لشکری.
- سطح چهارم: صحنه نبرد؛ قرارگاه‌های گردانی و نقش‌های گروهانی و دسته.[۱۸]

پس از عملیات رمضان، اختلاف نظر بین سپاه پاسداران و ارتش افزایش یافت. این اختلاف‌ها، با ناکامی در عملیات‌های والفجر مقدماتی و والفجر ۱ شدت گرفت. عمدهٔ این اختلاف‌ها به نوع تفکر و نحوه اداره و فرماندهی یگان‌ها در عملیات بازمی‌گشت. صیاد شیرازی معتقد بود باید ارتش فرماندهی جبهه را بر عهده داشته باشد و سپاه تحت فرمان آن عمل کند اما هاشمی رفسنجانی معتقد بود این طرح عملی نیست زیرا در آن زمان بیشتر توان رزمی ایران در جنگ، با سپاه بوده، عملیات‌ها را طرح‌ریزی کرده و با کمک یگان‌های خط‌شکن خود اجرا می‌کرد. از آنجا که رئیس‌جمهور خامنه‌ای به عنوان فرمانده عالی جنگ، امکان حضور فعال در صحنه نبرد را نداشت، پیش از آغاز عملیات خیبر، خمینی در ۳۰ بهمن ۱۳۶۲ هاشمی رفسنجانی یکی از نمایندگان خود در شورای عالی دفاع را به فرماندهیِ ادامهٔ عملیات‌های والفجر منصوب کرد.
هاشمی رفسنجانی مسئولیت هماهنگی بین ارتش و سپاه را بر عهده گرفته و توسط قرارگاه خاتم‌الانبیا، دو سازمان سپاه و ارتش را با یکدیگر هماهنگ می‌کرد. این ساختار تا ماه‌های آخر جنگ ادامه داشت و ارتش و سپاه گاهی با هم و گاهی به صورت مستقل عملیات‌هایی را انجام می‌دادند. در خرداد ماه سال ۱۳۶۷ ستاد فرماندهی کل قوا برای مدیریت جنگ و نیز به منظور اداره تمامی نیروهای مسلح به صورت متمرکز تشکیل شد. در این زمان هاشمی رفسنجانی، ستاد فرماندهی کل قوا را با ترکیبی از نخست‌وزیر و اعضای دولت وقت و نیز فرماندهان نیروهای مسلح سازماندهی کرد تا این که جنگ در ۲۹ مرداد ۱۳۶۷ با برقراری آتش‌بس به پایان رسید. فرمانده عالی جنگ از ستادی برخوردار بود که در بررسی طرح‌های عملیاتی سپاه و ارتش به وی کمک می‌کردند که ریاست این ستاد را سید علی‌اکبر موسوی قویدل بر عهده داشت. عملیات خیبر نخستین عملیاتی بود که با فرماندهی جدید انجام شد و یک فرمانده خارج از حوزه نیروهای مسلح، بالای سر فرماندهان سپاه و ارتش قرار گرفت. در این برهه از زمان، قرارگاه مرکزی خاتم‌الانبیا بالاترین رده عملیاتی کشور محسوب می‌شده و فرماندهی تمام واحدهای رزمی و پشتیبانی رزم نیروهای مسلح اعم از سپاه، ارتش، ژاندارمری، کمیته‌های انقلاب و جهاد سازندگی را بر عهده داشت و قرارگاه‌های تابعه نقش سپاه‌های عملیاتی را ایفا می‌کردند.

## فرماندهان نظامی
| جایگاه                      | درجه          | نام                     | نگاره         | دوران تصدی       | دوران تصدی       | نشان‌های افتخار                                            |
| جایگاه                      | درجه          | نام                     | نگاره         | آغاز تصدی        | پایان تصدی       | نشان‌های افتخار                                            |
| فرماندهی عالی               | فرماندهی عالی | فرماندهی عالی           | فرماندهی عالی | فرماندهی عالی    | فرماندهی عالی    | فرماندهی عالی                                             |
| --------------------------- | ------------- | ----------------------- | ------------- | ---------------- | ---------------- | --------------------------------------------------------- |
| فرمانده کل نیروهای مسلح     | —             | سید ابوالحسن بنی‌صدر     |               | آغاز جنگ         | ۲۰ خرداد ۱۳۶۰    | —                                                         |
| فرمانده کل نیروهای مسلح     | —             | سید روح‌الله خمینی       |               | ۲۰ خرداد ۱۳۶۰    | پایان جنگ        | —                                                         |
| جانشین فرمانده کل           | —             | اکبر هاشمی رفسنجانی     |               | ۱۲ خرداد ۱۳۶۷    | پایان جنگ        | نشان فتح (درجه ۱)                                         |
| معاون جانشین فرمانده کل     | —             | حسن روحانی              |               | خرداد ۱۳۶۷       | پایان جنگ        | نشان فتح (درجه ۲) · نشان نصر (درجه ۱)                     |
| قرارگاه مرکزی خاتم‌الانبیا   |               |                         |               |                  |                  |                                                           |
| فرمانده                     | —             | سید علی خامنه‌ای         |               | ۱۳۶۲             | بهمن ۱۳۶۲        | —                                                         |
| فرمانده                     | —             | اکبر هاشمی رفسنجانی     |               | بهمن ۱۳۶۲        | پایان جنگ        | بالاتر گفته شد                                            |
| معاون فرمانده               | —             | حسن روحانی              |               | ۱۳۶۲             | پایان جنگ        | بالاتر گفته شد                                            |
| رئیس ستاد مرکزی             | سرهنگ         | سید علی‌اکبر موسوی قویدل |               | ۱۳۶۲             | ۱۳۶۴             | نشان فتح (درجه ۲)                                         |
| رئیس ستاد مرکزی             | —             | حسن روحانی              |               | ۱۳۶۴             | اسفند ۱۳۶۶       | بالاتر گفته شد                                            |
| رئیس ستاد مرکزی             | —             | میرحسین موسوی           |               | اسفند ۱۳۶۶       | پایان جنگ        | —                                                         |
| رئیس ستاد پدافند کل         | —             | حسن روحانی              |               | ۱۳۶۴             | پایان جنگ        | بالاتر گفته شد                                            |
| ستاد فرماندهی کل قوا        |               |                         |               |                  |                  |                                                           |
| رئیس ستاد                   | —             | میرحسین موسوی           |               | خرداد ۱۳۶۷       | پایان جنگ        | —                                                         |
| جانشین رئیس ستاد            | —             | سید حسن فیروزآبادی      |               | خرداد ۱۳۶۷       | پایان جنگ        | نشان فتح (درجه ۳) · نشان نصر (درجه ۱)                     |
| معاون اطلاعات و عملیات      | —             | علی شمخانی              |               | خرداد ۱۳۶۷       | پایان جنگ        | نشان فتح (درجه ۱) · نشان فتح (درجه ۲) · نشان فتح (درجه ۲) |
| ارتش جمهوری اسلامی ایران    |               |                         |               |                  |                  |                                                           |
| رئیس ستاد مشترک             | سرتیپ         | ولی‌الله فلاحیسرپرست     |               | آغاز جنگ         | ۷ مهر ۱۳۶۰       | نشان نصر (درجه ۱)                                         |
| رئیس ستاد مشترک             | سرتیپ         | قاسمعلی ظهیرنژاد        |               | ۹ مهر ۱۳۶۰       | ۳ آبان ۱۳۶۳      | نشان نصر (درجه ۱)                                         |
| رئیس ستاد مشترک             | سرهنگ         | اسماعیل سهرابی          |               | ۳ آبان ۱۳۶۳      | ۱۳ اردیبهشت ۱۳۶۷ | —                                                         |
| رئیس ستاد مشترک             | سرتیپ         | علی شهبازی              |               | ۱۳ اردیبهشت ۱۳۶۷ | پایان جنگ        | نشان نصر (درجه ۱)                                         |
| فرمانده نیروی زمینی         | سرتیپ         | قاسمعلی ظهیرنژاد        |               | آغاز جنگ         | ۹ مهر ۱۳۶۰       | بالاتر گفته شد                                            |
| فرمانده نیروی زمینی         | سرهنگ         | علی صیاد شیرازی         |               | ۹ مهر ۱۳۶۰       | ۱۱ مرداد ۱۳۶۵    | نشان فتح (درجه ۱) · نشان فتح (درجه ۱)                     |
| فرمانده نیروی زمینی         | سرهنگ         | حسین حسنی سعدی          |               | ۱۱ مرداد ۱۳۶۵    | پایان جنگ        | نشان فتح (درجه ۲)                                         |
| فرمانده نیروی هوایی         | سرهنگ         | جواد فکوری              |               | آغاز جنگ         | ۲۱ شهریور ۱۳۶۰   | —                                                         |
| فرمانده نیروی هوایی         | سرهنگ         | محمدحسین معین‌پور        |               | ۲۱ شهریور ۱۳۶۰   | ۴ آذر ۱۳۶۲       | —                                                         |
| فرمانده نیروی هوایی         | سرهنگ         | هوشنگ صدیق              |               | ۴ آذر ۱۳۶۲       | ۱۰ بهمن ۱۳۶۵     | —                                                         |
| فرمانده نیروی هوایی         | سرهنگ         | منصور ستاری             |               | ۱۰ بهمن ۱۳۶۵     | پایان جنگ        | نشان فتح (درجه ۲)                                         |
| فرمانده نیروی دریایی        | ناخدا یکم     | بهرام افضلی             |               | آغاز جنگ         | ۱۰ اردیبهشت ۱۳۶۲ | —                                                         |
| فرمانده نیروی دریایی        | ناخدا یکم     | اسفندیار حسینی          |               | ۱۰ اردیبهشت ۱۳۶۲ | ۶ تیر ۱۳۶۴       | —                                                         |
| فرمانده نیروی دریایی        | ناخدا یکم     | محمدحسین ملک‌زادگان      |               | ۶ تیر ۱۳۶۴       | پایان جنگ        | —                                                         |
| سپاه پاسداران انقلاب اسلامی |               |                         |               |                  |                  |                                                           |
| فرمانده کل                  | —             | مرتضی رضایی             |               | آغاز جنگ         | ۲۰ شهریور ۱۳۶۰   | —                                                         |
| فرمانده کل                  | —             | محسن رضایی              |               | ۲۰ شهریور ۱۳۶۰   | پایان جنگ        | نشان فتح (درجه ۱) · نشان فتح (درجه ۱) · نشان فتح (درجه ۱) |
| جانشین فرمانده کل           | سرهنگ دوم     | یوسف کلاهدوز            |               | آغاز جنگ         | ۷ مهر ۱۳۶۰       | —                                                         |
| جانشین فرمانده کل           | —             | علی شمخانی              |               | مهر ۱۳۶۰         | پایان جنگ        | بالاتر گفته شد                                            |
| رئیس ستاد کل                | —             | علیرضا افشار            |               | آبان ۱۳۶۳        | ۱۳۶۶             | نشان نصر (درجه ۱)                                         |
| رئیس ستاد کل                | —             | محمد فروزنده            |               | ۱۳۶۶             | پایان جنگ        | —                                                         |
| فرمانده نیروی زمینی         | —             | سید یحیی صفوی           |               | شهریور ۱۳۶۴      | اردیبهشت ۱۳۶۵    | نشان فتح (درجه ۲)                                         |
| فرمانده نیروی زمینی         | —             | علی شمخانی              |               | اردیبهشت ۱۳۶۵    | پایان جنگ        | بالاتر گفته شد                                            |
| فرمانده نیروی هوایی         | —             | موسی رفان               |               | اردیبهشت ۱۳۶۵    | پایان جنگ        | —                                                         |
| فرمانده نیروی دریایی        | —             | حسین علائی              |               | شهریور ۱۳۶۵      | پایان جنگ        | —                                                         |

## مقامات حکومت
| جایگاه                           | درجه            | نام                       | نگاره           | دوران تصدی      | دوران تصدی      | نشان‌های افتخار    |
| جایگاه                           | درجه            | نام                       | نگاره           | آغاز تصدی       | پایان تصدی      | نشان‌های افتخار    |
| شورای عالی دفاع                  | شورای عالی دفاع | شورای عالی دفاع           | شورای عالی دفاع | شورای عالی دفاع | شورای عالی دفاع | شورای عالی دفاع   |
| -------------------------------- | --------------- | ------------------------- | --------------- | --------------- | --------------- | ----------------- |
| رئیس                             | —               | سید ابوالحسن بنی‌صدر       |                 | آغاز جنگ        | ۱ تیر ۱۳۶۰      | —                 |
| رئیس                             | —               | اکبر هاشمی رفسنجانیسرپرست |                 | ۱ تیر ۱۳۶۰      | ۱۱ مرداد ۱۳۶۰   | بالاتر گفته شد    |
| رئیس                             | —               | محمدعلی رجایی             |                 | ۱۱ مرداد ۱۳۶۰   | ۸ شهریور ۱۳۶۰   | —                 |
| رئیس                             | —               | اکبر هاشمی رفسنجانیسرپرست |                 | ۸ شهریور ۱۳۶۰   | ۱۷ مهر ۱۳۶۰     | بالاتر گفته شد    |
| رئیس                             | —               | سید علی خامنه‌ای           |                 | ۱۷ مهر ۱۳۶۰     | پایان جنگ       | —                 |
| دبیر                             | —               | مهدی چمران                |                 | آغاز جنگ        | ۱۳۶۰            | —                 |
| دبیر                             | سروان           | محمدعلی نظران             |                 | مهر ۱۳۶۰        | پایان جنگ       | —                 |
| شورای عالی پشتیبانی جنگ          |                 |                           |                 |                 |                 |                   |
| رئیس                             | —               | سید علی خامنه‌ای           |                 | تیر ۱۳۶۶        | پایان جنگ       | —                 |
| دبیران مشترک                     | —               | سید حسن فیروزآبادی        |                 | تیر ۱۳۶۶        | پایان جنگ       | بالاتر گفته شد    |
| دبیران مشترک                     | —               | علیرضا افشار              |                 | تیر ۱۳۶۶        | پایان جنگ       | بالاتر گفته شد    |
| دبیران مشترک                     | —               | سید علی مقدم              |                 | تیر ۱۳۶۶        | پایان جنگ       | —                 |
| ستاد پشتیبانی جنگ                |                 |                           |                 |                 |                 |                   |
| رئیس                             | —               | حسن روحانی                |                 | مهر ۱۳۶۴        | پایان جنگ       | بالاتر گفته شد    |
| دبیر                             | —               | سید حسن فیروزآبادی        |                 | مهر ۱۳۶۴        | پایان جنگ       | بالاتر گفته شد    |
| هیئت دولت                        |                 |                           |                 |                 |                 |                   |
| معاون امور دفاعی نخست‌وزیر        | —               | سید حسن فیروزآبادی        |                 | اردیبهشت ۱۳۶۴   | پایان جنگ       | بالاتر گفته شد    |
| وزیر دفاع                        | سرهنگ           | جواد فکوری                |                 | آغاز جنگ        | ۲۶ مرداد ۱۳۶۰   | —                 |
| وزیر دفاع                        | سرهنگ           | سید موسی نامجو            |                 | ۲۶ مرداد ۱۳۶۰   | ۷ مهر ۱۳۶۰      | نشان نصر (درجه ۱) |
| وزیر دفاع                        | سرهنگ           | محمد سلیمی                |                 | ۱۱ آبان ۱۳۶۰    | ۲۳ مرداد ۱۳۶۳   | نشان نصر (درجه ۱) |
| وزیر دفاع                        | —               | میرحسین موسویسرپرست       |                 | ۲۹ مرداد ۱۳۶۳   | ۲۹ مهر ۱۳۶۳     | —                 |
| وزیر دفاع                        | سرهنگ           | محمدرضا رحیمیسرپرست       |                 | ۲۹ مهر ۱۳۶۳     | ۶ آبان ۱۳۶۴     | —                 |
| وزیر دفاع                        | سرهنگ           | محمدحسین جلالی            |                 | ۶ آبان ۱۳۶۴     | پایان جنگ       | نشان نصر (درجه ۱) |
| وزیر سپاه پاسداران انقلاب اسلامی | —               | محسن رفیق‌دوست             |                 | ۱۸ آبان ۱۳۶۱    | پایان جنگ       | نشان نصر (درجه ۱) |
| وزیر جهاد سازندگی                | —               | بیژن نامدار زنگنه         |                 | ۱ اسفند ۱۳۶۲    | پایان جنگ       | —                 |
| مجلس شورای اسلامی                |                 |                           |                 |                 |                 |                   |
| رئیس کمیسیون امور دفاعی          | —               | سید علی خامنه‌ای           |                 | آغاز جنگ        | ۱۷ مهر ۱۳۶۰     | —                 |
| رئیس کمیسیون امور دفاعی          | —               | حسن روحانی                |                 | مهر ۱۳۶۰        | پایان جنگ       | بالاتر گفته شد    |

## پی‌نوشت‌ها
1. ↑  درودیان و  رشید، «گفتگو با امیر حسنی سعدی»، نگین ایران، ۳۲ و ۳۴.
2. ↑  درودیان و  رشید، «گفتگو با امیر حسنی سعدی»، نگین ایران، ۱۶–۱۷.
3. ↑  درودیان و  رشید، «گفتگو با امیر حسنی سعدی»، نگین ایران، ۳۲.
4. ↑  «نقش ارتش در…»،  پایگاه اطلاع‌رسانی ارتش.
5. ↑  علائی، «راز موفقیت ایران در جنگ تحمیلی».
6. ↑  «نقش ارتش در…»،  پایگاه اطلاع‌رسانی ارتش.
7. ↑  خرم‌دره، «ساختار سیاسی جمهوری اسلامی…»، نگین ایران، ۱۳.
8. ↑  خرم‌دره، «ساختار سیاسی جمهوری اسلامی…»، نگین ایران، ۱۵.
9. ↑  خرم‌دره، «ساختار سیاسی جمهوری اسلامی…»، نگین ایران، ۲۰.
10. ↑  خرم‌دره، «ساختار سیاسی جمهوری اسلامی…»، نگین ایران، ۱۶—۱۷.
11. ↑  «نقش ارتش در…»،  پایگاه اطلاع‌رسانی ارتش.
12. ↑  «آیا سقوط هواپیمای فرماندهان جنگ عمدی بود؟»،  تاریخ ایرانی.
13. پورصفا، «مدال‌هایی که بر سینه سرداران…»، خبرگزاری فارس.
14. پورصفا، «مدال‌هایی که بر سینه سرداران…»، خبرگزاری فارس.
15. پورصفا، «مدال‌هایی که بر سینه سرداران…»، خبرگزاری فارس.
16. ↑  پورصفا، «مدال‌هایی که بر سینه سرداران…»، خبرگزاری فارس.
17. ↑  «نقش ارتش در…»،  پایگاه اطلاع‌رسانی ارتش.
18. ↑  اردستانی، «تاریخ شفاهیِ فرماندهان جنگ ایران و عراق»، نگین ایران، ۹.
19. ↑  درودیان، «گفتگوی سردار غلامعلی رشید…»، نگین ایران، ۷۴.
20. ↑  عسگری، «هدف از تشکیل قرارگاه خاتم‌الانبیا»، مرکز اسناد و تحقیقات.
21. ↑  «نقش ارتش در…»،  پایگاه اطلاع‌رسانی ارتش.
22. ↑  عسگری، «هدف از تشکیل قرارگاه خاتم‌الانبیا»، مرکز اسناد و تحقیقات.
23. ↑  شیرعلی‌نیا، دائرةالمعارف مصور جنگ ایران و عراق، ۲۷۶.
24. ↑  Forozan, The Military in Post-Revolutionary Iran…, 81.
25. ↑  Lea, A Political Chronology of the Middle East, 59.
26. ↑  Sveshnikova and  Roknifard, “Change on Horizon?”, 75.
27. ↑  زهرانی، «اتاق فرمان»، روبه‌رو.
28. ↑  زهرانی، «اتاق فرمان»، روبه‌رو.
29. ↑  «برخی فرماندهان فکر می‌کردند…»،  رمز عبور.
30. ↑  «یکی دیگر از فرماندهان ارشد…»،  پایگاه اطلاع‌رسانی ارتش.
31. ↑  «برخی فرماندهان فکر می‌کردند…»،  رمز عبور.
32. ↑  «برخی فرماندهان فکر می‌کردند…»،  رمز عبور.
33. ↑  «برخی فرماندهان فکر می‌کردند…»،  رمز عبور.
34. ↑  سعادتی، «نیروی هوایی در کربلای ۴ و ۵»، نگین ایران، ۱۲۷.
35. ↑  «برخی فرماندهان فکر می‌کردند…»،  رمز عبور.
36. ↑  شیرعلی‌نیا، دائرةالمعارف مصور جنگ ایران و عراق، ۴۵۶.
37. ↑  یزدی و  بختیاری، «۴ دهه چالش‌های انقلاب…»، خبرگزاری فارس.
38. ↑  «نقش شهید صیاد شیرازی در عملیات مرصاد چه بود؟»،  تابناک.
39. ↑  Schahgaldian and  Barkhordarian, “Military…”, 114.
40. ↑  Schahgaldian and  Barkhordarian, “Military…”, 115.
41. ↑  Schahgaldian and  Barkhordarian, “Military…”, 115.
42. ↑  Schahgaldian and  Barkhordarian, “Military…”, 112.
43. ↑  Schahgaldian and  Barkhordarian, “Military…”, 112.
44. ↑  Schahgaldian and  Barkhordarian, “Military…”, 112.
45. ↑  Schahgaldian and  Barkhordarian, “Military…”, 112.
46. ↑  Schahgaldian and  Barkhordarian, “Military…”, 113.
47. ↑  Schahgaldian and  Barkhordarian, “Military…”, 114.
48. ↑  Schahgaldian and  Barkhordarian, “Military…”, 114.
49. ↑  علامیان، برای تاریخ می‌گویم، ۱۲۷.
50. ↑  Schahgaldian and  Barkhordarian, “Military…”, 118.
51. ↑  Schahgaldian and  Barkhordarian, “Military…”, 118.
52. ↑  Katzman, “The Pasdaran”, Iranian Studies, 394.
53. ↑  Katzman, “The Pasdaran”, Iranian Studies, 394.
54. ↑  فردی، «تشریح کلیات عملیات والفجر ۸»، نگین ایران، ۷۱.
55. ↑  Schahgaldian and  Barkhordarian, “Military…”, 119.
56. ↑  “Directory of Iranian Officials”,  22.
57. ↑  “Directory of Iranian Officials”,  22.
58. ↑  «همه چیز درباره شورای عالی دفاع…»،  خبرگزاری تسنیم.
59. ↑  حسین‌احمدی، «۲۶ آبان…»، پایگاه اطلاع‌رسانی ارتش.
60. ↑  «حواری ولایت»،  هفته‌نامه شما.
61. ↑  “Directory of Iranian Officials”,  7.
62. ↑  یزدی و  بختیاری، «۴ دهه چالش‌های انقلاب…»، خبرگزاری فارس.
63. ↑  یزدی و  بختیاری، «۴ دهه چالش‌های انقلاب…»، خبرگزاری فارس.
64. ↑  یزدی و  بختیاری، «۴ دهه چالش‌های انقلاب…»، خبرگزاری فارس.
65. ↑  «برخی فرماندهان فکر می‌کردند…»،  رمز عبور.
66. ↑  یزدی و  بختیاری، «۴ دهه چالش‌های انقلاب…»، خبرگزاری فارس.
67. ↑  “Directory of Iranian Officials”,  11.
68. ↑  مشروح مذاکرات مجلس شورای اسلامی دوره ۱ جلسه ۱۹۹.
69. ↑  Schahgaldian and  Barkhordarian, “Military…”, 116.
70. ↑  مشروح مذاکرات مجلس شورای اسلامی دوره ۱ جلسه ۲۳۳.
71. ↑  Schahgaldian and  Barkhordarian, “Military…”, 116.
72. ↑  مشروح مذاکرات مجلس شورای اسلامی دوره ۲ جلسه ۳۲.
73. ↑  «همه وزیران این ۳۰ سال»،  خبرآنلاین.
74. ↑  Schahgaldian and  Barkhordarian, “Military…”, 116.
75. ↑  Schahgaldian and  Barkhordarian, “Military…”, 116.
76. ↑  مشروح مذاکرات مجلس شورای اسلامی دوره ۲ جلسه ۱۸۶.
77. ↑  مشروح مذاکرات مجلس شورای اسلامی دوره ۱ جلسه ۳۷۲.
78. ↑  Rahnema, “JAMʿIYAT-E MOʾTALEFA-YE ESLĀMI”, EIr.
79. ↑  مشروح مذاکرات مجلس شورای اسلامی دوره ۱ جلسه ۵۸۱.